# アーカディア国立公園

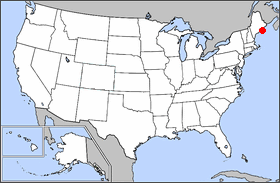
公園の位置

アーカディア国立公園（アーカディアこくりつこうえん、Acadia National Park）は、メイン州の大西洋沖のマウント・デザート島（Mount Desert Island）と、周囲の小さな島々の多くを保護している。その地域には山、海岸線、森林、湖がある。マウント・デザート島に加え、公園は、マウント・デザート島の南西の小島アイル・オ・オ（Isle au Haut）の大部分、近くのベイカー島（Baker Island）の一部からなる。本土のスクーディック半島（Schoodic Peninsula）の一部も公園の一部である。全体でアーカディア国立公園は、30,300エーカー（123平方キロメートル）のマウント・デザート島, 2,728エーカー（11平方キロメートル）のアイル・オ・オ、2,266エーカー（9.2平方キロメートル）のスクーディック半島からなる。
日本語では、アカディア国立公園、アケーディア国立公園、アケイディア国立公園と表記されることも多い。公園を訪れる人は、年間2,083,588人（2006年）にのぼる。

## 歴史

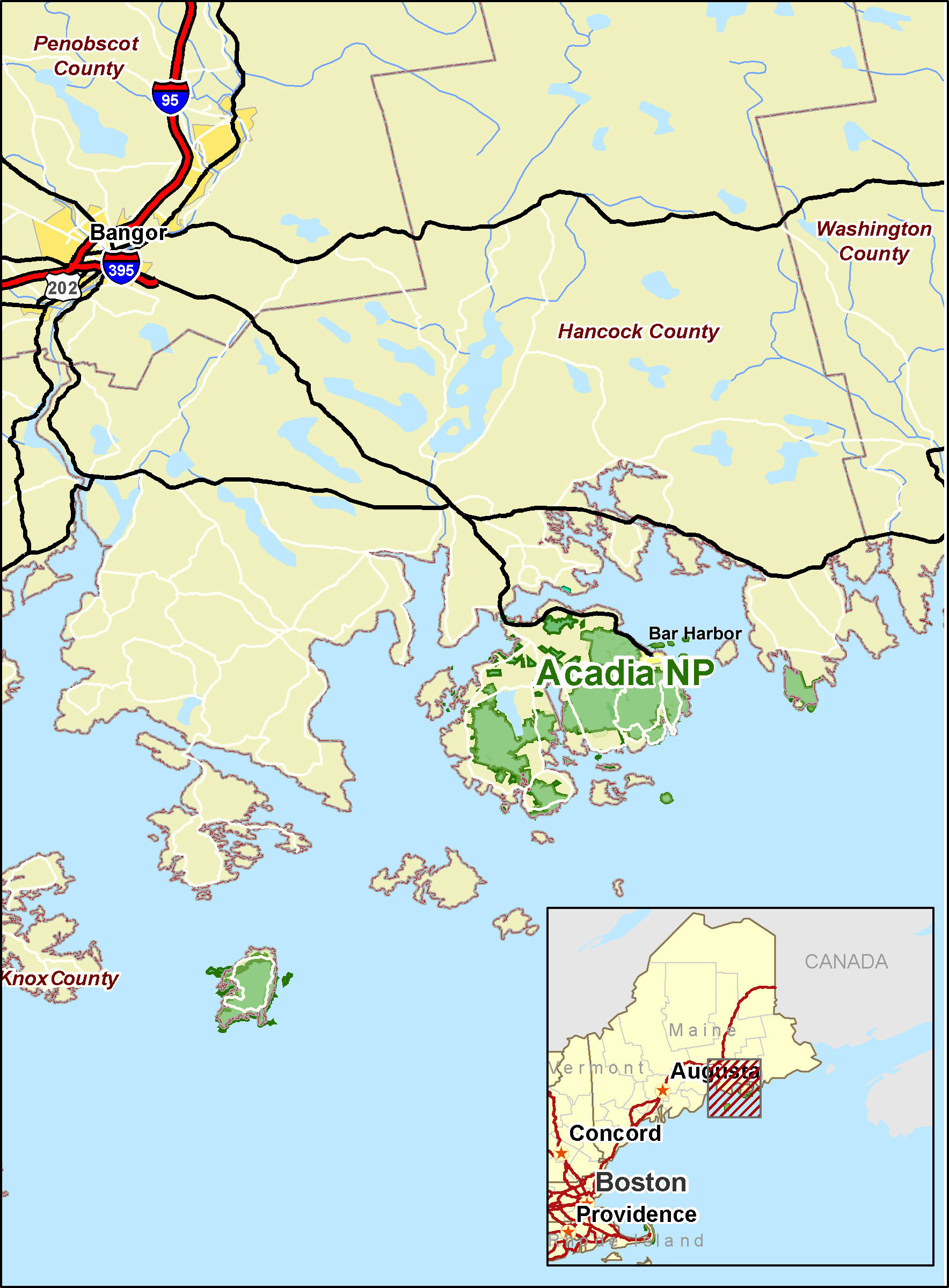
バンゴーとバー・ハーバーの近くにあるアーカディア国立公園

1916年7月8日、公園はウッドロウ・ウィルソン大統領によってド・モン卿国立モニュメント（Sieur de Monts National Monument）として設立され、国立公園局の管理下に置かれた。1919年2月26日、影響力のあるアメリカ独立革命のフランス人支持者であるラファイエット侯爵に敬意を表してラファイエット国立公園(Lafayette National Park)という名の国立公園となった。1929年1月19日、公園名はアーカディア国立公園に変更された。
1915年から1933年の間、裕福な慈善家ジョン・ロックフェラー2世は、公園中の大規模な道路網の建設について資金の調達、設計、監督を行った。道路網は、50マイルを超える砂利を敷いた車道、17の御影石の橋、2つの入口のロッジを含み、それらのほとんどすべてがいまだにメンテナンスされ今日も使用されている。
1947年10月17日、アーカディア国立公園の10,000エーカー（40平方キロメートル）が、本土のクランベリーの湿地帯で起こった火事によって焼けた。その山火事は、渇水年の結果、メイン州の森林の多くを飲み込んだ一連の火事の一つであった。火事は数日間にわたって続き、沿岸警備隊、陸軍、海軍、地域住民、国中の国立公園局の職員が消火にあたった。公園の復旧は、ロックフェラー家、とりわけジョン・ロックフェラー2世に多大な支援を受けた。再生はほとんど自然に起き、火事は、木々の多様性を高め、風景に深みを与えることにより、公園の美を実際は強化したと言われている。
アーカディア国立公園は、ニューイングランド地方唯一の国立公園である。

## 地理
バー・ハーバー（Bar Harbor）の町は島の北東隅に位置する。フィヨルドのサムズ入り江（Somes Sound）の西側にあるサウスウエスト・ハーバーは、ボート作りと釣りでよく知られ、マウント・デザート島で通年の人口は最大である。ノースイースト・ハーバーは、その美しいプライベート「コテージ」によって知られるが、小さい町の雰囲気を保っている。キャディラック山（Cadillac Mountain）は、デトロイトを見つけた同名のフランス人探検家に因んで名付けられたが、島の東側にあり、そのピンクの花崗岩の頂上は米国で最初に日の出が見られる場所の一つであるため、有名な観光地となっている。何マイルにもわたる景色の良い車道は、元々はジョン・ロックフェラー2世によって、木々と土地の外観に多大な配慮がなされたうえで建設された。アーカディア国立公園の山々は、ハイカーや自転車に乗る人に海、島の湖、松の森の眺めで楽しませてくれる。
アーカディア国立公園は、主としてメイン州の沖の大西洋に浮かぶマウント・デザート島にあるが、アイル・オ・オとスクーディック半島の一部も含んでいる。アーカディア国立公園の地質は主に花崗岩で強調されており、花崗岩が高い標高と険しい尾根を生み出している。

## 野生動物
公園は、約40の異なる野生哺乳動物種の故郷である。これにはアカリス、ハイイロリス、シマリス、オジロジカ、ムース、ビーバー、ヤマアラシ、マスクラット、狐、コヨーテ、ボブキャット、クロクマが含まれる。
島にはかつてマウンテン・ライオン（ピューマ）やオオカミも住んでいた。これらの捕食者は、小さな獲物の劇的な減少と人間の活動への近さ故に、この地を離れることを強いられたと考えられている。多くの他の海の動物が周辺の地域、海域で観察されている。

## アーカディア国立公園の写真ギャラリー

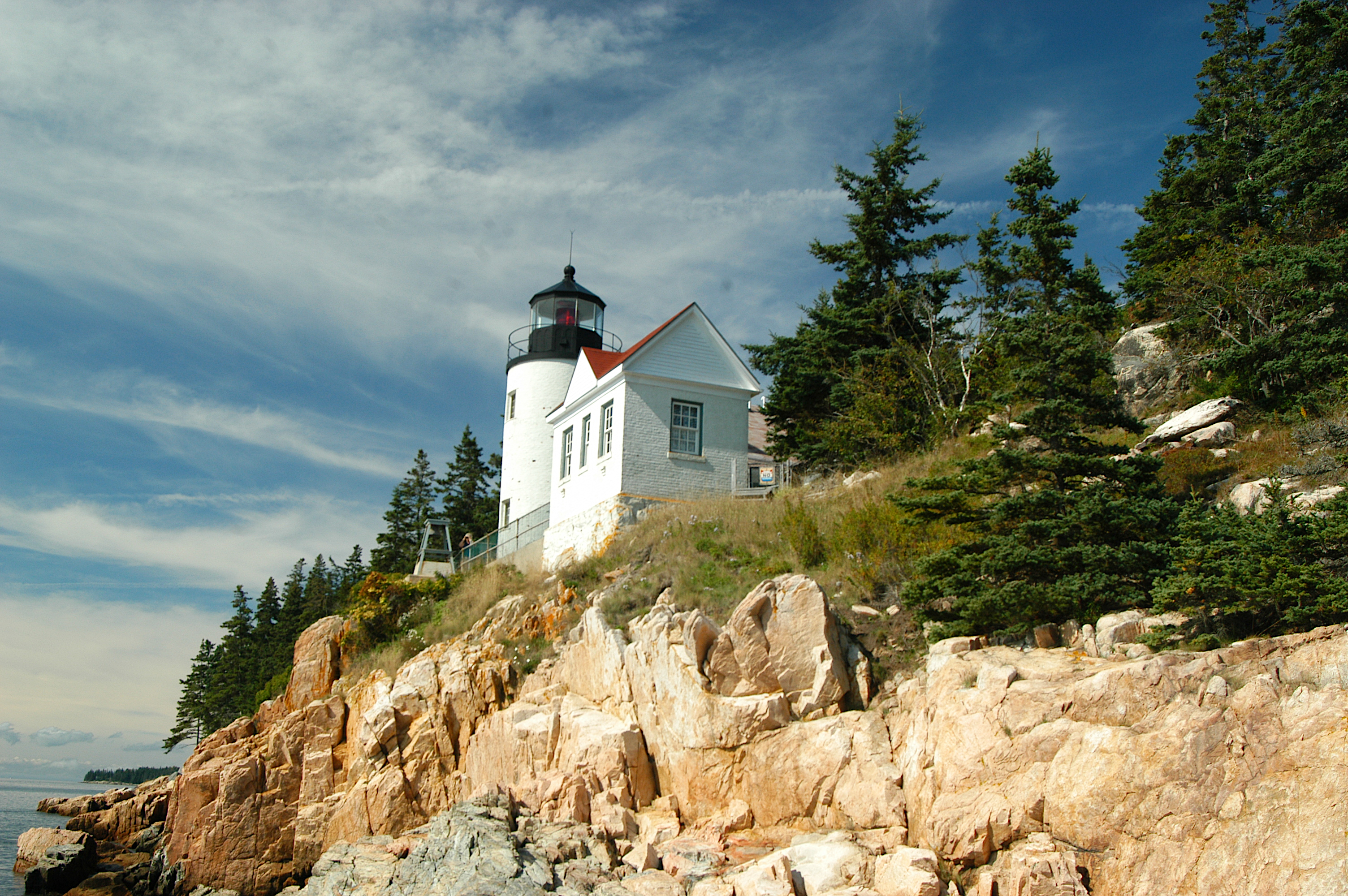
公園内のバス・ハーバー灯台
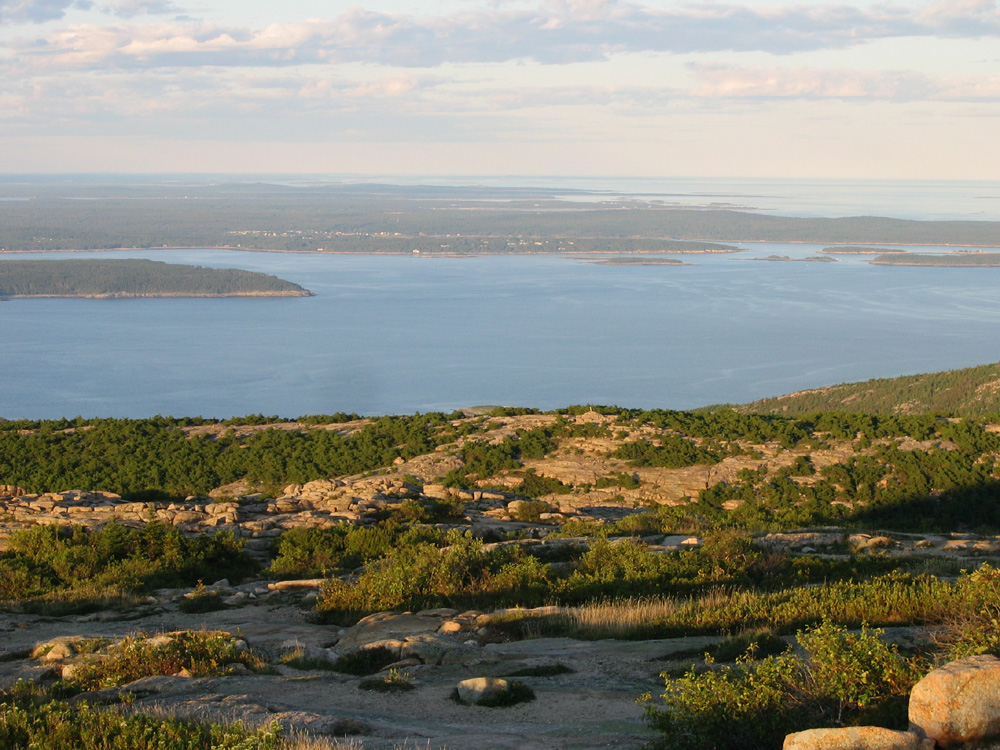
マウント・デザート島のキャデラック山頂からの眺望
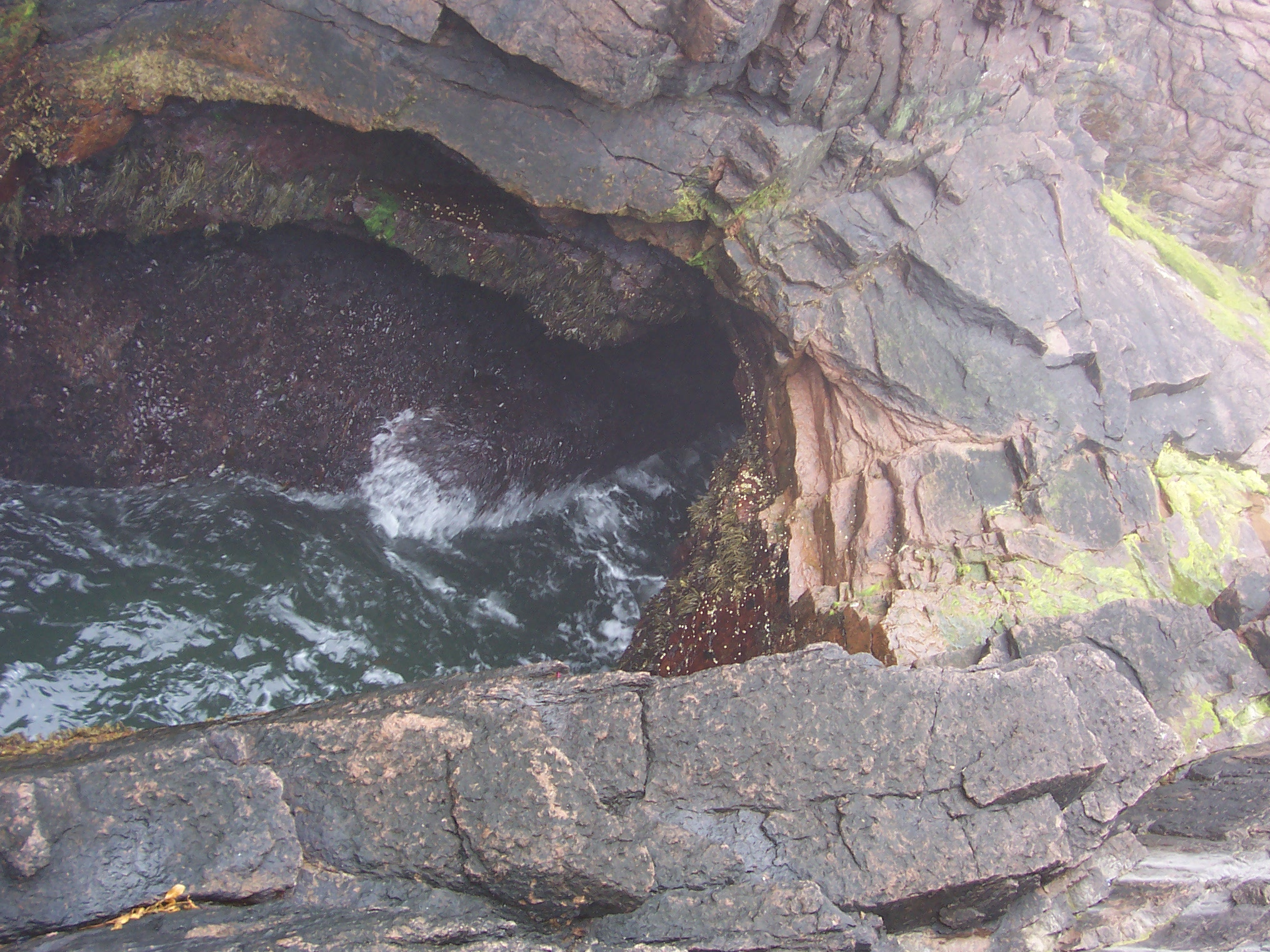
サンダー・ホール
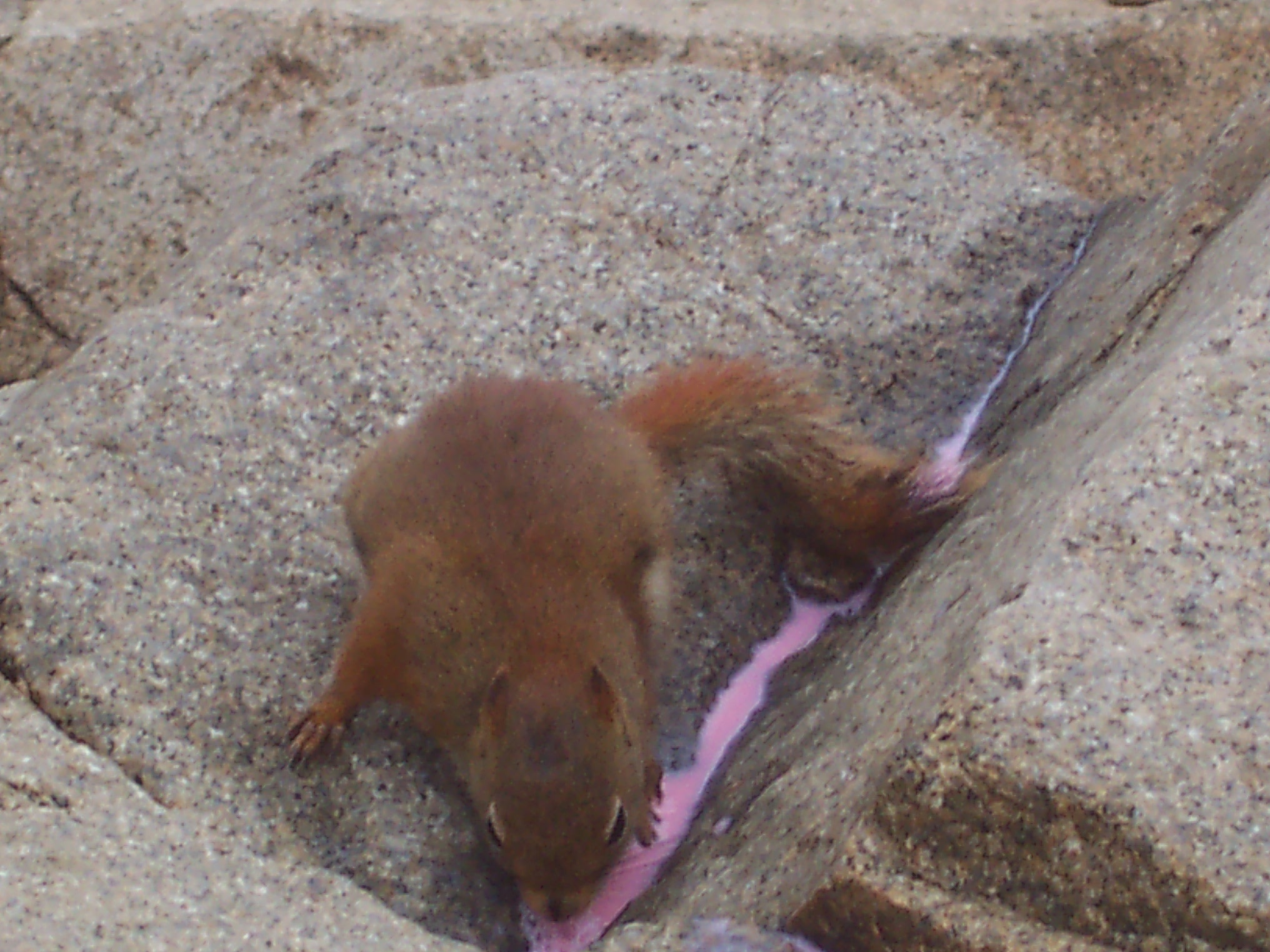
こぼれたイチゴミルクを飲むリス
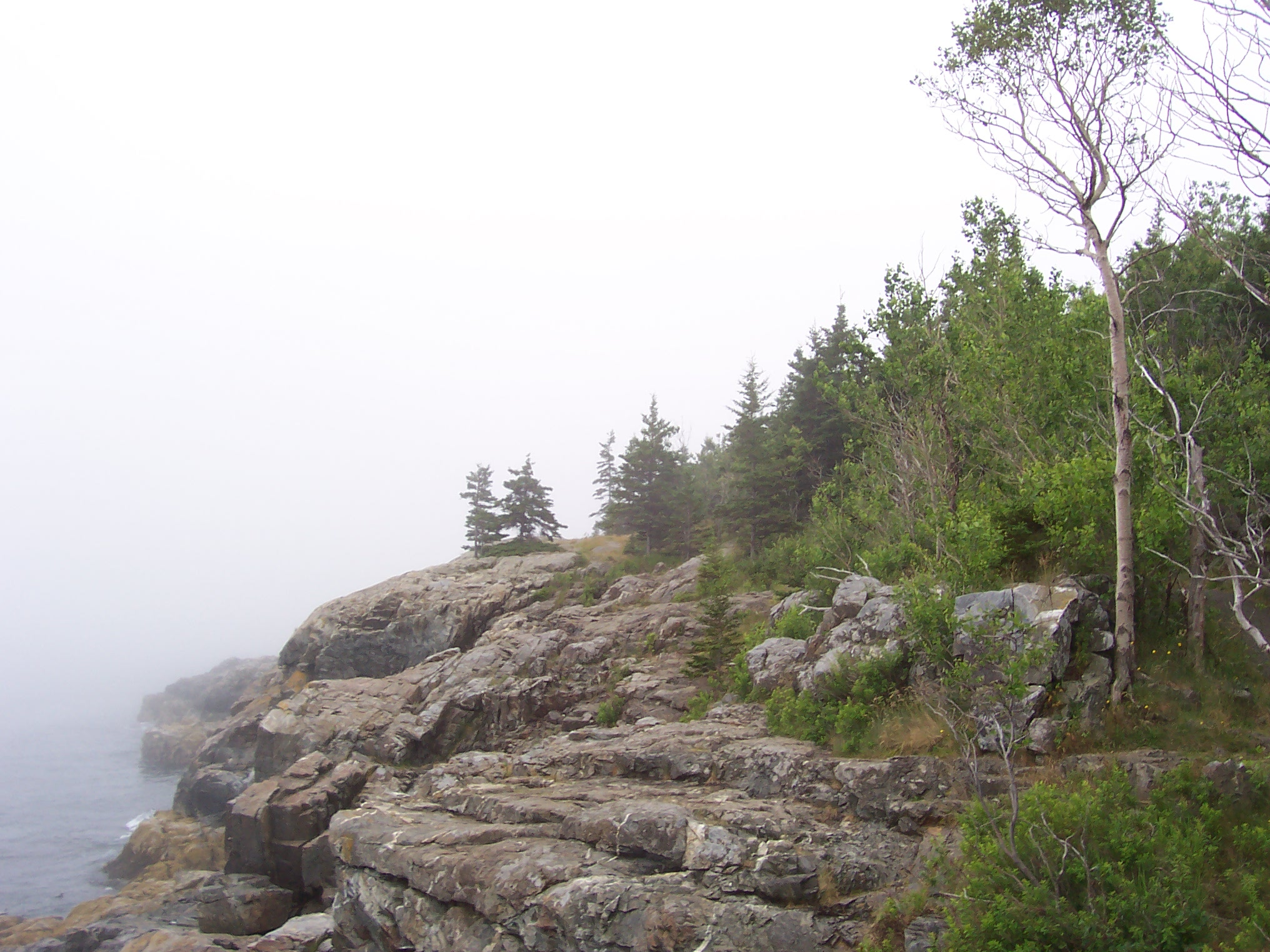